# Fernsehturm de Berlín
El Fernsehturm (en alemany, torre de televisió) és una torre de televisió ubicada al centre de Berlín, capital d'Alemanya. És un punt de referència molt conegut, proper a l'Alexanderplatz. La torre va ser construïda el 1969 per l'extinta República Democràtica Alemanya i la seva imatge va ser usada des de llavors pel govern de la RDA com un símbol del Berlín Oriental. Des d'ella es poden veure fàcilment tots els districtes del centre de Berlín i continua sent un símbol de la ciutat.
L'altura original del Fernsehturm era de 365 m, però va passar a ser de 368 després de la instal·lació d'una nova antena en els anys 1990. És actualment el segon edifici més alt d'Europa, només superat per la Torre Ostankino de Moscou, i la dissetena torre més alta del món. A la cúspide de la torre hi ha una gran esfera en la qual s'hi ubiquen un mirador i un restaurant; el mirador està a una altura aproximada de 204 m. El restaurant, que gira 360 graus cada mitja hora, s'ubica uns metres per sobre del mirador. Dins del cos principal de la torre hi ha dos ascensors que porten als visitants a l'esfera en 40 segons.